# Margaret Avery
Margaret Avery (Mangum, Oklahoma, 20 de gener de 1944) és una actriu i cantant estatunidenca. Va estar nominada als Oscar a la millor actriu secundària per la seva interpretació de Shug a El color púrpura (1985).

## Primers anys de vida
Es va criar a San Diego (Califòrnia), on va anar a la Point Loma High School. Posteriorment, Avery va anar a la Universitat de San Francisco, on es va llicenciar en humanitats. Mentre treballava com a professora substituta a Los Angeles, Avery va començar a fer aparicions cantant i actuant al teatre.

## Carrera
Entre les seves aparicions al teatre, destaquen Revolution i Sistuhs. Per la seva actuació a Does a Tiger Wear a Necktie? (1973), va rebre el premi del Cercle de Crítics de Teatre de Los Angeles.
Al telefilm Influència Diabòlica (1972) va actuar sota les ordres del director Steven Spielberg. Aquell mateix any, va debutar com a Lark a la pel·lícula produïda per Metro-Goldwin-Mayer Cool Breeze (1972). L'any següent va interpretar el paper d'una prostituta a Magnum Force (1973), la segona part de la sèrie de pel·lícules Dirty Harry, protagonitzades per Clint Eastwood. El personatge interpretat per Avery és assassinat pel seu proxeneta abocant-li un líquid de netejar tuberíes per la boca. Es diu que aquesta manera de matar va inspirar els Hi-Fi Murders l'any 1974.
Avery va assolir el seu major èxit amb el paper de la sensual i fogosa cantant de blues, Shug Avery, a la pel·lícula de Steven Spielberg El color púrpura (1985), al costat de Whoopi Goldberg i Danny Glover. Amb la seva actuació a l'adaptació al cinema de la novela del mateix títol d'Alice Walker, Avery va aconseguir la nominació a l'Oscar a la millor actriu secundària.
El 1992 Avery va aparèixer a The Jacksons: An American Dream com a Martha Scruse, mare de Katherine Jackson, interpretada per Angela Bassett. Totes dues van protagonitzar posteriorment la pel·lícula Meet the Browns.
Ha aparegut a diverses sèries de televisió nord-americanes, com ara The New Dick Van Dyke Show, Kojak o Sanford and Son. L'any 2008, Avery va interpretar Mama Jenkins a Welcome Home, Roscoe Jenkins, al costat de Martin Lawrence i James Earl Jones.
Margaret Avery viu a Los Angeles i continua en actiu en la indústria de l'espectacle. També treballa amb adolescents en risc i dones maltractades de Los Angeles.

## Vida personal
Es va casar amb Robert Gordon Hunt el gener del 1974, amb qui va tenir una filla. Es van divorciar el 1980.

## Filmografia

### Cinema
| Any  | Títol                                | Paper                | Notes                                          |
| ---- | ------------------------------------ | -------------------- | ---------------------------------------------- |
| 1972 | Cool Breeze                          | Lark                 |                                                |
| 1972 | Terror House                         | Edwina               |                                                |
| 1973 | Magnum Force                         | Prostituta           |                                                |
| 1973 | Hell Up in Harlem                    | Germana Jennifer     |                                                |
| 1975 | Psychopath                           | Infermera            |                                                |
| 1977 | Which Way Is Up?                     | Annie Mae            |                                                |
| 1977 | Scott Joplin                         | Belle Joplin         |                                                |
| 1979 | The Fish That Saved Pittsburgh       | Toby Millman         |                                                |
| 1985 | El color púrpura                     | Shug Avery           | Nominada − Oscar a la millor actriu secundària |
| 1989 | Riverbend                            | Bell Coleman         |                                                |
| 1990 | The Return of Superfly               | Francine             |                                                |
| 1993 | Lightning in a Bottle                | Dr. Sierheed         |                                                |
| 1993 | Night Trap                           | Miss Sadie           |                                                |
| 1994 | Cyborg 3: The Recycler               | Doc Edford           |                                                |
| 1995 | The Set-Up                           | Olivia Dubois        |                                                |
| 1995 | Atrapat (White Man's Burden)         | Megan Thomas         |                                                |
| 1998 | Love Kills                           | Moon                 |                                                |
| 2002 | Waitin' to Live                      | Pearline Loggins     |                                                |
| 2002 | El segon ha de morir (Second to Die) | Agent d'assegurances |                                                |
| 2007 | Lord Help Us                         | Dorinda Thomas       |                                                |
| 2008 | Welcome Home Roscoe Jenkins          | Mama Jenkins         |                                                |
| 2008 | Meet the Browns                      | Sarah Brown          |                                                |
| 2009 | Extrospection                        | Anna                 |                                                |

### Televisió
| Any  | Títol                           | Paper                          | Notes                |
| ---- | ------------------------------- | ------------------------------ | -------------------- |
| 1972 | Influència Diabòlica            | Irene                          |                      |
| 1976 | Louis Armstrong - Chicago Style | Alma Rae                       |                      |
| 1980 | The Sky Is Gray                 | Rosemary                       |                      |
| 1980 | The Lathe of Heaven             | Heather LeLache                |                      |
| 1983 | For Us, the Living              | Dottie                         |                      |
| 1987 | Rags to Riches                  | Celia Richards (Cee Cee Smith) |                      |
| 1989 | Single Women Married Men        | Grace Williams                 |                      |
| 1990 | Riverbend                       | Bell Coleman                   |                      |
| 1990 | Heat Wave                       | Roxie Turpin                   |                      |
| 1992 | The Jacksons: An American Dream | Martha Scruse                  |                      |
| 1992 | Clair's Reunion                 | Leah                           |                      |
| 1998 | Wie stark muss eine Liebe sein  | Mary McMillian                 | Televisió alemanya   |
| 2012 | Single Ladies                   | Josephine                      | Capítol: "Ex Factor" |